# 삭과

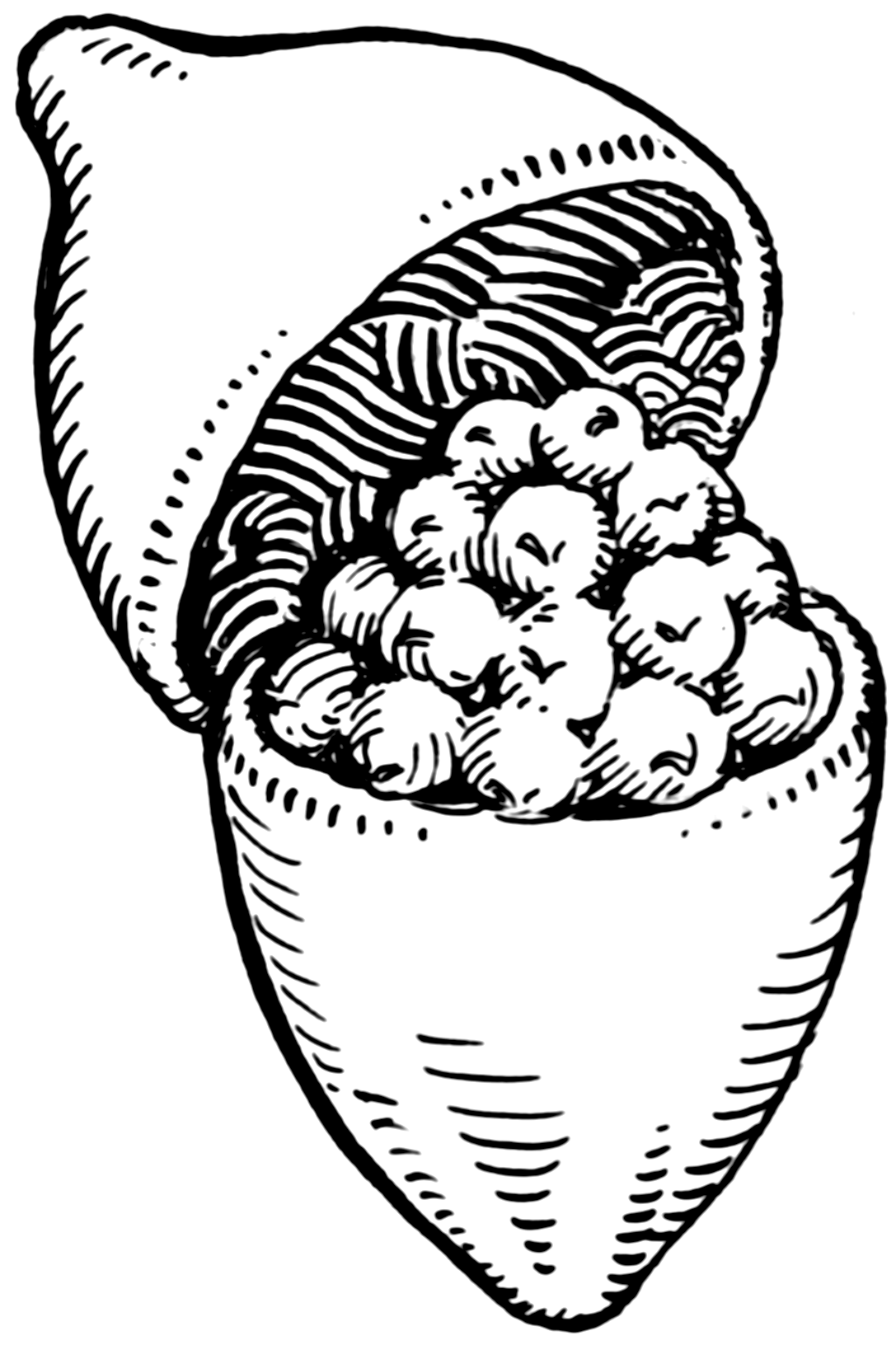
삭과 선화 그림

삭과(蒴果, capsule)는 식물학에서 많은 속씨식물 종이 생산하는 단순한, 건조한, 드물게 육질의 열개열매인 과일의 한 종류이다.

## 기원과 구조
삭과(라틴어: capsula, 작은 상자)는 복합(다심피) 씨방에서 유래한다. 삭과는 두 개 이상의 심피로 구성된 구조이다. (속씨식물)에서 실 (또는 방)이라는 용어는 과일 내의 방을 지칭하는 데 사용된다. 씨방에 있는 실의 수에 따라 과일은 단일 실 (단일 실), 이중 실, 삼중 실 또는 다중 실로 분류될 수 있다. 암술에 존재하는 실의 수는 심피의 수와 같거나 적을 수 있다. 실에는 밑씨 또는 씨가 포함되어 있으며 격막으로 분리되어 있다.

## 열개
대부분의 경우 삭과는 열개성이다. 즉, 성숙하면 갈라져(열개하여) 내부의 씨를 방출한다. 일부 삭과는 비열개성으로, 예를 들어 바오밥나무 (종), Alphitonia, Merciera의 삭과가 그러하다. 삭과는 종종 열개의 유형과 위치에 따라 네 가지 유형으로 분류된다(Simpson 그림 9.41 및 Hickey & King 참조).

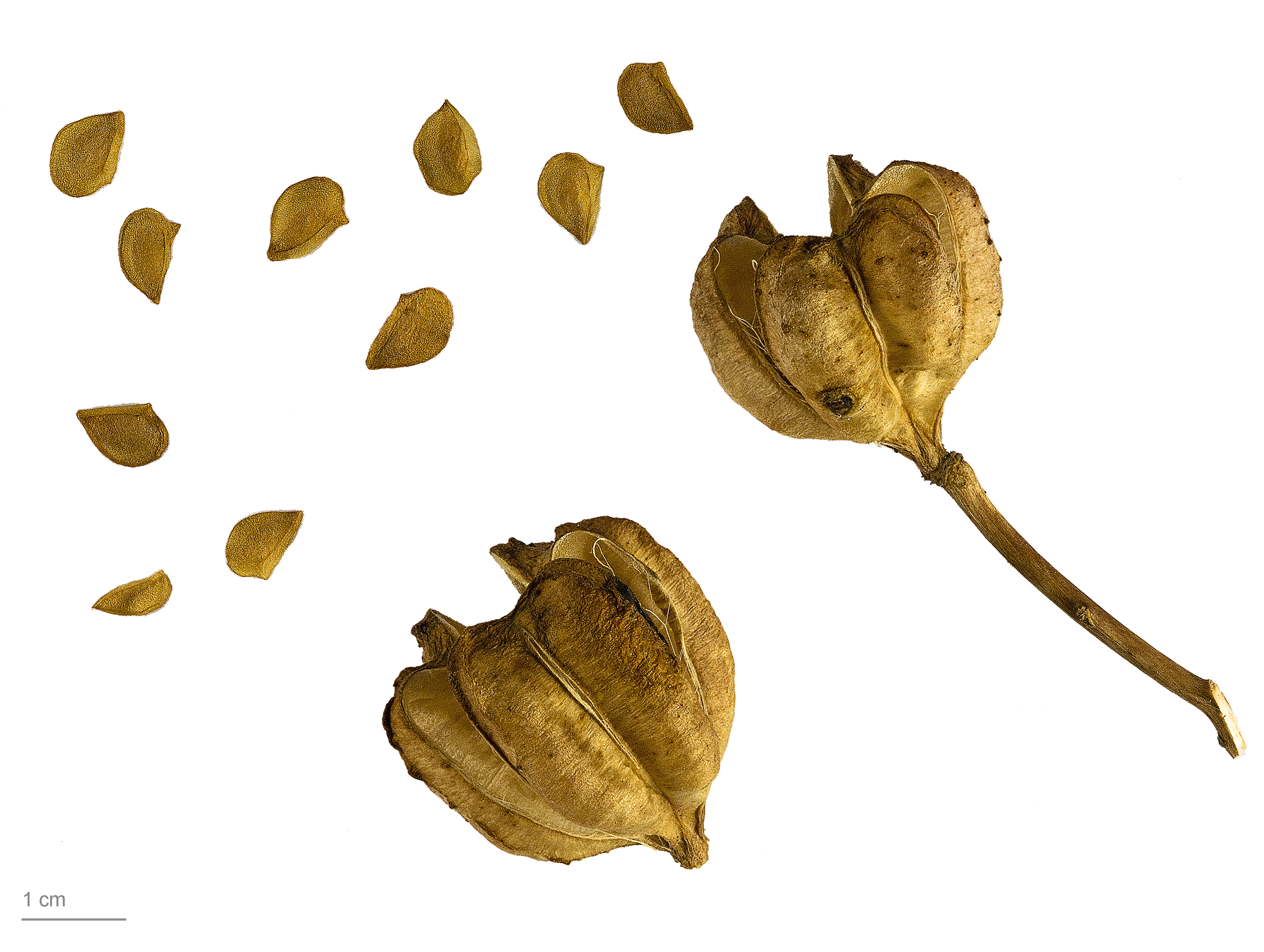
백합 열개

실방열개 삭과는 실에 방사형으로 정렬된 종방향 열개선을 가지며, 즉 격막이 아닌 실의 중앙맥 또는 등쪽 봉합선(이음새)을 따라 열개한다. 격막이 없는 경우, 열개선은 태좌 사이에 놓인다. 이 유형은 백합과의 많은 구성원, 예를 들어 백합속에서 흔하다(그림 참조).
격막열개 삭과는 씨방 격막 또는 태좌의 봉합선, 즉 심피 사이에 열개선이 정렬되어 있다.
실방열개 및 격막열개 삭과는 모두 판막이라고 불리는 구별 가능한 부분으로 갈라진다. 판막은 씨를 감싸지 않고 갈라진 과피(과일 벽)의 일부이다. 판막의 경계는 심피의 경계와 일치할 수도 있고 일치하지 않을 수도 있다. 이 판막은 과일에 붙어 있거나 떨어져 나갈 수 있다. 격막열개 삭과에서는 판막이 제자리에 남아 있다. 일부 삭과에서는 심피 사이에서 갈라지며, 다른 삭과에서는 각 심피가 열린다.
횡열개 삭과 (피시드, 피시스, 피시디움 또는 뚜껑 삭과)는 종방향이 아닌 횡방향 열개선을 가지므로 삭과의 윗부분이 열개하여 보통 말단 뚜껑(뚜껑)을 형성하고 열린다(그림 참조). 플란타고속이 그 예이다. 변종으로는 격막조각 삭과 (판막 삭과)가 있는데, 이 경우 바깥벽이 격막과 (보통 축방향) 태좌에서 판막으로 분리된다.
공열개 삭과는 양귀비속처럼 삭과에 있는 구멍(개구부)을 통해 열개하며, 씨앗은 이 구멍을 통해 빠져나온다.

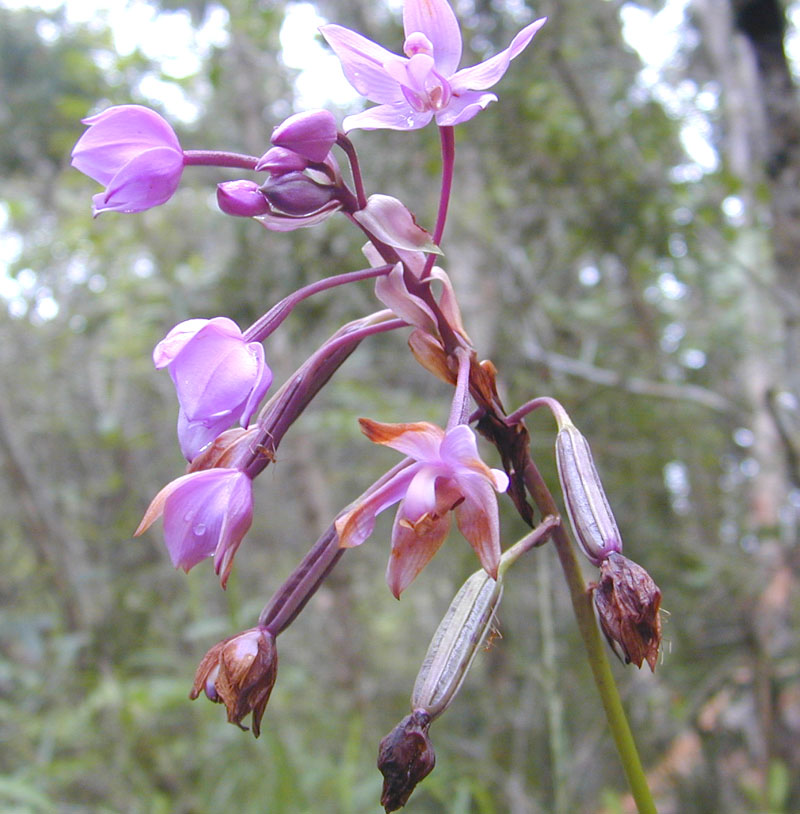
땅 난초과 Spathoglottis plicata의 꽃과 발달 중인 과일 삭과

삭과를 생산하는 다른 식물의 예로는 니겔라속, 난초과, 버드나무속, 면섬유, 독말풀 등이 있다.

## 특수화된 삭과

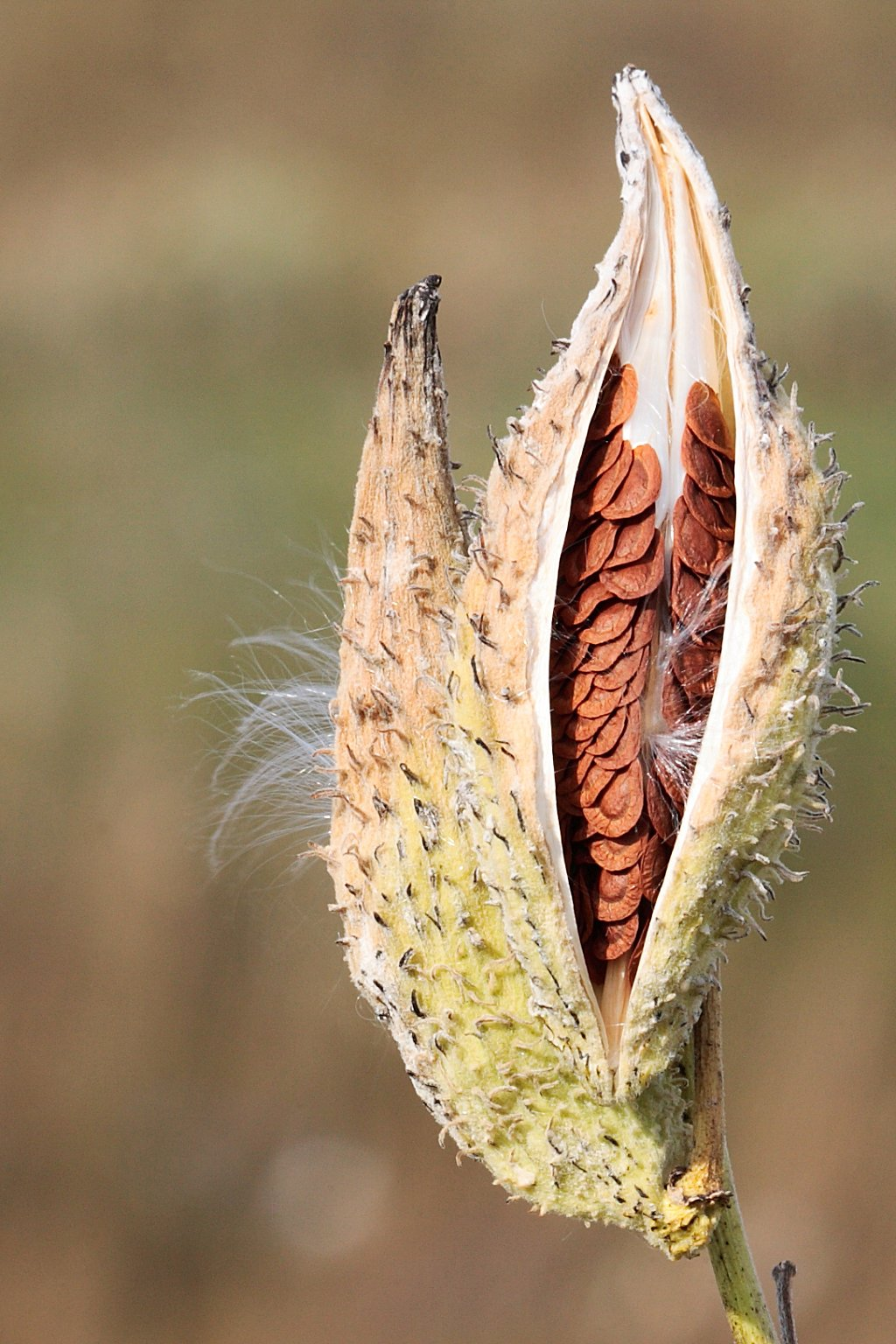
밀크위드의 골돌 삭과 열개

일부 건조한 열개성 과일은 특수화된 삭과 유사 구조를 형성한다. 골돌과는 목련속처럼 봉합선을 따라 갈라지는 단일 심피에서 유래하며, 협과는 두 개의 봉합선을 따라 갈라지고 콩과의 정의적인 특징이다. 퇴화된 봉합선을 유지한 일부 협과 변종에는 각 씨앗이 하나씩 있는 횡단으로 갈라지는 마디열매와 땅콩과 같은 비열개성 협과가 포함된다. 두 개의 심피에서 유래한 삭과에는 두 개의 봉합선을 따라 열개하지만 replum이라는 칸막이를 유지하는 각과와 장각과가 포함된다. replum은 씨앗이 부착된 격막이다. 둘 다 배추과의 특징이지만, 각과는 길이 대 너비 비율이 3:1을 넘지 않는다. 분리과는 두 개 이상의 실이 있는 복합 씨방에서 유래하며, 이 실들이 위에서 언급한 유형 중 하나로 방사형으로 분리된다. 예를 들어 밀크위드의 골돌 분리과(그림 참조)와 같다.
분과는 씨방에서 분리되어 씨앗을 감싸는 독특한 실 단위(보통 견과류와 비슷)를 형성하는 과일의 일부이다. 미나리과에서 분과는 줄기(자루)로 연결된다. 따라서 분과의 분리과는 단일 씨방의 심피가 분리되어 분과를 형성하는 구조이다. 소견과 분리과는 심피가 갈라져 소견과가 되고 이 소견과가 분리되는 데서 유래한다. 지치과와 대부분의 꿀풀과가 그 예이며, 이 경우 암술대는 씨방 엽 사이에 부착되어 있다.

## 견과
삭과는 때때로 견과로 잘못 분류되기도 하는데, 브라질너트나 마로니에가 그 예이다. 삭과는 씨앗을 방출하고 갈라지기 때문에 견과가 아니다. 반면에 견과는 씨앗을 방출하지 않는데, 이는 단일 씨앗과 과일을 모두 포함하는 복합 씨방이기 때문이다. 견과는 또한 갈라지지 않는다. 브라질너트의 경우 삭과의 뚜껑이 열리지만, 그 안에 있는 수십 개의 씨앗(실제 상업적인 "브라질너트")을 방출하기에는 너무 작다. 이들은 삭과가 땅에 떨어진 후 삭과 내부에서 발아한다.

## 같이 보기
- 과일

## 참고 자료
- Simpson, Michael G. (2011). 《Plant Systematics》. Academic Press. ISBN 978-0-08-051404-8.
- Dahlgren, R.M.; Clifford, H.T.; Yeo, P.F. (1985). 《The families of the monocotyledons》. Berlin: Springer-Verlag. ISBN 978-3-642-64903-5. 2014년 2월 10일에 확인함.
- Hickey, Michael; King, Clive (2000). 《The Cambridge illustrated glossary of botanical terms》. Cambridge: Cambridge University Press. ISBN 978-0-521-79401-5.
- Encyclopædia Britannica online
- The seed site